# Postautolinie Bern–Detligen

Der Wagen 2656 im Jahr 1907 bei der Kappelenbrücke Seite Bern Eymatt

„Graphische Postkurskarte der Schweiz“ mit der ersten Postauto-Linie in der Schweiz von Bern nach Detligen, 1906.

Die Postautolinie Bern–Detligen wurde 1906 als erste Postautolinie von der Post-, Telefon- und Telegrafenbetriebe (PTT) eröffnet.

## Verlauf
Die Linienführung folgt grösstenteils der heutigen Hauptstrasse 235. Sie führte von Bern über die Aarebrücke bei Hinterkappelen über Wohlen bei Bern nach Detligen. Sie wurde später bis nach Aarberg verlängert.

## Geschichte
Obwohl schon 1902 die Voraussetzungen für den konzessionierten Autobusbetrieb geschaffen wurde, dauerte es bei der Post bis 1906, als man sich entschied, die ersten eigenen Linien mit Motorwagen einzurichten.
Der Betrieb wurde mit je einem Wagen der Hersteller Saurer, Berna und Martini aufgenommen. Die Fahrzeuge besassen Vollgummibereifung und Benzinmotoren, deren Rahmen mit einer Holzkarosse mit Längsbänken und Heckeinstieg versehen waren. Die Benzinmotoren waren jedoch eines der Hauptprobleme der damaligen Zeit, neben der mangelnden Zuverlässigkeit waren sie auch noch zu schwach dimensioniert, so dass die Höchstgeschwindigkeit von 30–35 km/h nur dann erreicht werden konnte, wenn die Strecke genügend lang horizontal verlief. Dazu kam noch der schlechte Strassenzustand, der dazu führte, dass der Betrieb nicht sehr zuverlässig verlief, und Betriebsstörungen alltäglich waren. Diese Probleme der noch unausgereiften Fahrzeuge und die hemmenden Strassenverkehrsvorschriften führten dazu, dass es bei der Netzerweiterung schleppend vorwärts ging. Zwar kam im gleichen Jahr noch die Linie Bern–Papiermühle dazu (welche 1909 wieder eingestellt wurde). Erst nach zehn Jahren, im Jahr 1916, wurde zwischen Locarno und Brissago der nächste Automobilkurs eingerichtet. Diese Linie wie auch die am 1. Mai 1918 eingerichtete Linie Nesslau–Wildhaus litten nicht mehr unter den Problemen der ersten Linie, sondern entwickelten sich gut. Der Umschwung kam erst 1919 dank dem Bundesratsbeschluss vom 24. März, der es der PTT ermöglichte, rund 100 überzählige Militärlastwagen unentgeltlich zu übernehmen, welche zu Omnibussen und Alpenwagen umgebaut wurden.
Die damals befahrene Strecke wird als Teil der Linie 100 (heute Bern–Aarberg) noch heute befahren.